# Gušićolike
Gušićolike (lat. Celastrales), biljni red dvosupnica u podrazredu Rosidae raširen u tropskim i suptropskim područjima. Pripadaju mu porodice Celastraceae R. Br. in Flinders, i Lepidobotryaceae J. Léonard i nekadašnja porodica Stackhousiaceae R. Br. in Flinders čiji su rodovi Macgregoria, Stackhousia i Tripterococcus sada ukljućena u Celastraceae.